# Дадонов, Евгений Анатольевич
Евге́ний Анато́льевич Дадонов (род. 12 марта 1989, Челябинск) — российский хоккеист, правый нападающий клуба НХЛ «Нью-Джерси Девилз». Чемпион мира 2014 года, двукратный обладатель Кубка Гагарина 2015 и 2017 в составе СКА.

## Игровая карьера

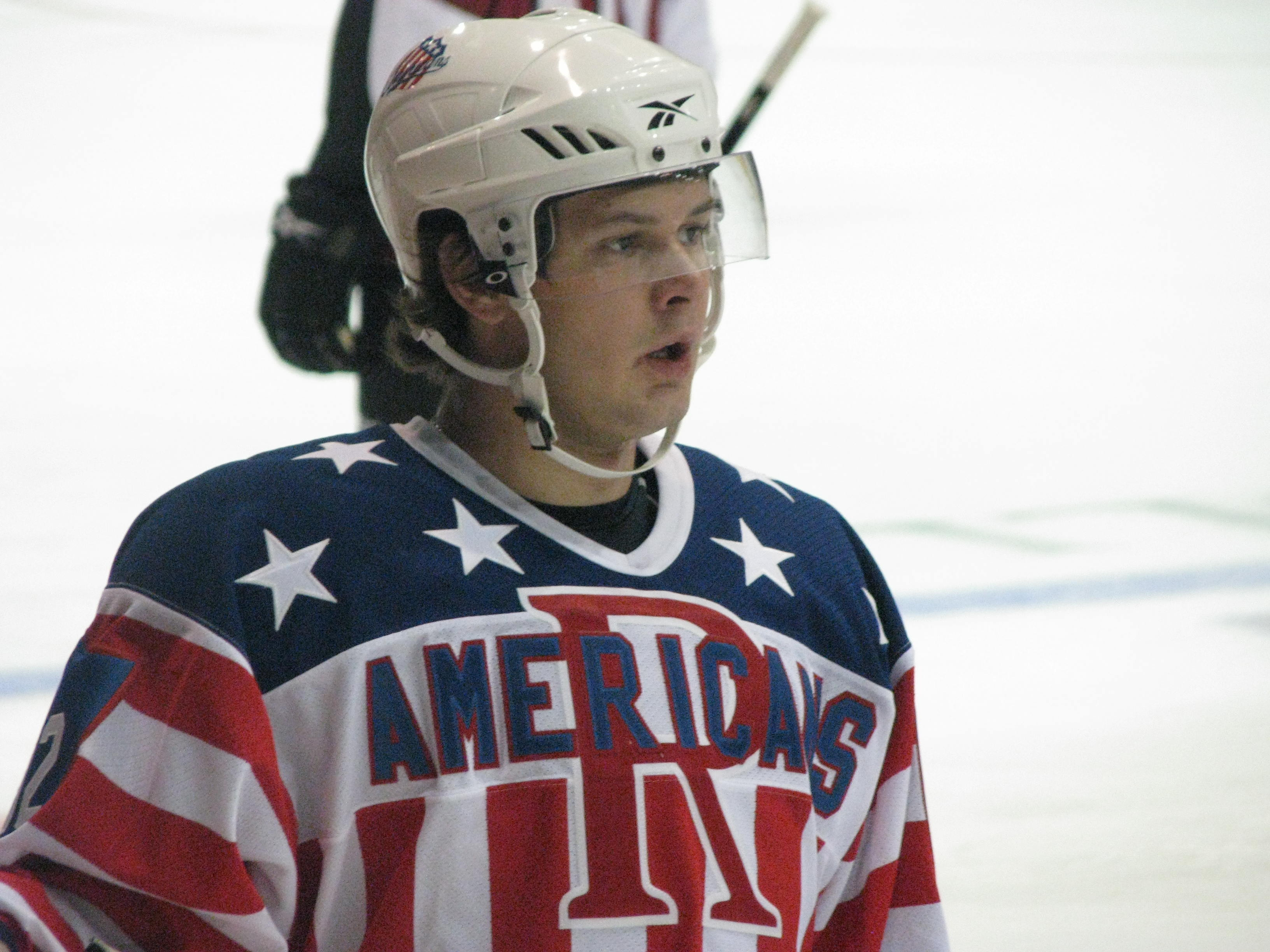
Дадонов в 2009 году

Воспитанник челябинского «Трактора». Первый тренер Борис Самусик. Дадонов начал свою профессиональную карьеру в 2006 году игроком «Трактора». Был выбран на драфте 2007 под 63 номером клубом «Флорида Пантерз». Отыграв сезон в АХЛ за «Рочестер Американс», в 2009 году был привлечён в «Пантерз». Первый гол в НХЛ забил 15 декабря 2010 в ворота «Каролины». В январе 2011 стал участником конкурса «Суперскиллз» на матче всех звёзд. 19 января 2012 г. был обменян в «Каролину Харрикейнз», однако остаток сезона играл в её фарм-клубе.
4 июля 2012 года подписал контракт с украинским клубом «Донбасс» из Донецка.
В 2014 году подписал 3-летний контракт с петербургским клубом СКА.
В розыгрыше Кубка Гагарина 2015 года установил новый рекорд по количеству заброшенных шайб в плей-офф — 15.
В плей-офф 2017 года набрал 19 очков и помог СКА вновь выиграть Кубок Гагарина. В финальной серии против магнитогорского «Металлурга» забросил 4 шайбы в 5 встречах, став лучшим снайпером серии.
После окончания контракта с питерским клубом 1 июля 2017 года вернулся в НХЛ во «Флориду Пантерз», подписав 3-летний контракт на $12 млн.
Сезон 2017/18 во «Флориде» начал в первой тройке вместе с Александром Барковым и Джонатаном Юбердо и набрал в первых 15 матчах 16 очков (7+9). В конце ноября получил травму плеча и пропустил 3 недели, хотя по прогнозам должен был пропустить 4-6 недель. После возвращения на лед 12 декабря в 9 декабрьских матчах набрал 3 очка, не забив ни одного гола. 24 февраля 2018 года во встрече против «Питтсбург Пингвинз» сделал первый в заокеанской карьере хет-трик, забросив одну шайбу в ворота Тристана Джарри и две в ворота сменившего его Мэтта Мюррея, в том числе и победную менее чем за 2 минуты до конца матча (6:5). Всего в сезоне набрал 65 очков, став четвертым бомбардиром команды (после Баркова, Трочека и Юбердо), и забросил 28 шайб, став вторым снайпером после Трочека (31).
15 октября 2020 года подписал трёхлетний с «Оттавой Сенаторз» на общую сумму $ 15 млн.
28 июля 2021 года был обменян в «Вегас Голден Найтс» на пик третьего раунда драфта-2022.
16 июня 2022 года был обменян в «Монреаль Канадиенс» на контракт защитника Ши Уэбера. Уэбер фактически завершил карьеру, так что для «Голден Найтс» это возможность разгрузить зарплатную ведомость.
26 февраля 2023 года «Монреаль» обменял Дадонова в «Даллас Старз» на Дениса Гурьянова. Если за «Монреаль» Дадонов набрал всего 18 очков (4+14) в 50 играх сезона, то в «Далласе» при приблизительно таком же времени на льду заиграл гораздо результативнее — 15 очков (3+12) в 23 матчах.
19 апреля 2023 года в своём шестом в карьере матче плей-офф НХЛ забросил свои первые шайбы в плей-офф, дважды отличившись в игре против «Миннесоты» (7:3).

## Статистика
| Легенда | Легенда                    | Легенда | Легенда                   | Легенда | Легенда    |
| ------- | -------------------------- | ------- | ------------------------- | ------- | ---------- |
| И       | Количество проведённых игр | Штр     | Штрафное время            | +/−     | Плюс-минус |
| Г       | Голы                       | П       | Голевые передачи          | О       | Очки       |
| -       | Статистика неизвестна      | —       | Статистика не учитывалась |         |            |

### Клубная карьера
- a В этом сезоне в «Плей-офф» учитывается статистика игрока в Кубке Надежды.

## Достижения

### Командные
КХЛ
| Год        | Команда | Достижение                |
| ---------- | ------- | ------------------------- |
| 2015, 2017 | СКА     | Обладатель Кубка Гагарина |

Международные
| Год              | Команда         | Достижение                                       |
| ---------------- | --------------- | ------------------------------------------------ |
| 2007             | Россия (юниор.) | Победитель юниорского чемпионата мира            |
| 2008, 2009       | Россия (мол.)   | Бронзовый призёр молодёжного чемпионата мира (2) |
| 2014             | Россия          | Чемпион мира                                     |
| 2015             | Россия          | Серебряный призёр чемпионата мира                |
| 2016, 2017, 2019 | Россия          | Бронзовый призёр чемпионата мира (3)             |

### Личные
КХЛ
| Год  | Команда | Достижение                            |
| ---- | ------- | ------------------------------------- |
| 2015 | СКА     | Обладатель приза «Джентльмен на льду» |
| 2015 | СКА     | Лучший снайпер плей-офф               |
| 2017 | СКА     | Лучший снайпер финала Кубка Гагарина  |